# KDDIケーブルシップ
KDDIケーブルシップ株式会社（英: KDDI Cableships & Subsea Engineering Inc.）は海底ケーブルの建設や保守、それらに付帯する電気通信工事の設計施工などを行う企業である。
2023年6月15日付で国際ケーブル・シップ（英: KOKUSAI CABLE SHIP CO., LTD.）より社名変更した。 

## 概要
1964年に開通した初の太平洋横断海底同軸ケーブルであるTPC-1の保守を担うことを目的として、1966年3月1日に設立した。
海底ケーブル敷設船「KDD丸」の竣工以後、日本周辺海域の海底ケーブルの建設・保守を行っている。
3隻の海底ケーブル敷設船（後述）を保有し、4,000km～5,000kmの海底ケーブルを積み込むことが可能である。
船舶運航などの運営管理は、MOLマリン&エンジニアリング（商船三井系）のケーブル船事業部が行っている。

## 沿革
参照：
- 1966年3月1日 - 国際電信電話（旧KDD）の子会社として、国際ケーブル・シップ株式会社設立。
- 1967年6月29日 - 海底ケーブル敷設船の初代号として、「KDD丸」就航。
- 1969年 -「KDD丸」のテストケースとして、日本海ケーブルの敷設工事。
- 1976年 -「KDD丸」を用いた日中間海底ケーブルの敷設工事。
- 1977年 -「KDD丸」を用いた沖縄・ルソン・香港間海底ケーブルの敷設工事。

- 1979年 -「KDD丸」を用いた沖縄・台湾間海底ケーブルの敷設工事。
- 1980年 -「KDD丸」を用いたクアンタン・クチン間海底ケーブルの敷設工事、および日本・韓国間海底ケーブルの敷設工事。

- 1982年 -「KDD丸」を用いたASEAN（タイ、マレーシア、シンガポール）における海底ケーブルの敷設工事。

- 1984年 -「KDD丸」を用いた沖縄ケーブル（沖縄・二宮間）の敷設工事。

- 1986年 -「KDD丸」を用いた日中間海底ケーブルの復旧工事、および海浜部の敷設工事。

- 1988年 -「KDD丸」を用いた第3太平洋横断ケーブルの敷設工事。

- 1989年 -「KDD丸」を用いた千倉・二宮間海底ケーブルの敷設工事。

- 1991年 -「KDD丸」を用いた第4太平洋横断ケーブルの敷設工事。

- 1992年
  - 海底ケーブル敷設船の第2号として、「KDDIオーシャンリンク」（KOL）就航。
  - KOLのテストケースとして、第4太平洋横断ケーブルの敷設工事。
  - 「KDD丸」を用いた千倉・宮崎ケーブル敷設工事。

- 1993年
  - 7月12日 - 北海道南西沖地震
  - KOLを用いたAsia-Pacific-Cable、およびChina-Japan-Fiber Optical System Cableの敷設工事。

- 1994年 - KOLを用いたRussia-Japan-Korea Cable、および第5太平洋横断ケーブルの敷設工事。

- 1995年
  - 1月17日 - 阪神・淡路大震災
  - KOLを用いた第5太平洋横断ケーブルの敷設工事。

- 1996年 - KOLを用いたAPCN光海底ケーブル、および第5太平洋横断ケーブルの敷設工事。

- 1997年
  - 「KDD丸」引退。
  - KOLを用いたFLAG光海底ケーブルシステムの敷設工事。

- 1998年
  - 海底ケーブル敷設船の第3号として、「KDDIパシフィックリンク」（KPL）就航。
  - KPLのテストケースとして、JIH（Japan Information Highway）ケーブルシステムの敷設工事。
  - KOLを用いたJIHケーブルシステムの敷設工事。

- 1999年 - KPLを用いたChina-USケーブルネットワーク及びJapan-USケーブルネットワークの敷設工事。

- 2000年10月6日 - 鳥取県西部地震
- 2001年
  - KOLを用いたEAC（East Asian Crossing Cable System）の敷設工事。
  - KPLを用いたEACおよびC2Cの敷設工事。
  - 「光輝丸」を用いたAJC（Australia-Japan Cable System）およびC2Cの敷設工事。
  - 国際海洋エンジニアリングと合併。

- 2007年 - KPLを用いたRJCNの敷設工事、および甑島電力ケーブルの埋設。

- 2008年
  - 6月14日 - 岩手・宮城内陸地震
  - KPLを用いたRJCNの敷設工事。
- 2009年 - KPLを用いたUNITY、およびDONET（紀伊半島沖）の敷設工事。
- 2010年 - KPLを用いた三島村海底ケーブル、およびMACHO海底ケーブルの敷設工事、並びに松山沖電力ケーブルの埋設。
- 2011年3月11日 - 東日本大震災
- 2012年 - KPLを用いたGOKI海洋工事、およびSJC陸揚敷設工事。
- 2013年
  - 神奈川県川崎市へ本社移転。
  - KPLを用いたDONET-2（徳島沖）の敷設工事。
- 2014年
  - KPLを用いた地震・津波観測監視システム（DONET2）の敷設工事。
  - KPLを用いた日本海溝海底地震津波観測網（三陸沖北部ルート・宮城岩手沖ルート）の敷設工事（2015年まで）。
- 2015年 - KPLを用いたFASTERシステムS2・S4、および東大釜石地震ケーブルの敷設工事。
- 2016年
  - 4月14日 - 熊本地震
  - KPLを用いた第2回海洋産出試験に係る物理探査モニタリングの敷設工事。
  - KPLを用いたSKR1MシステムS3・S5の敷設工事（2017年まで）。
- 2018年
  - 9月6日 - 北海道胆振東部地震
  - KPLを用いたSEA-US・IGG修理・敷設工事、および北本直流幹線ケーブルの点検
- 2019年
  - 1月3日 - 熊本地震
  - 海底ケーブル敷設船の第4号として、「KDDIケーブルインフィニティ」（KCI）就航
  - KCIのテストケースとして、SJC2（South-East Asia Japanケーブルシステム2）およびJGA（Japan-Guam-Australiaケーブルシステム）の敷設工事
  - KPLを用いたJIH J6 石狩湾沖ケーブルの置換工事
- 2020年 - KCIを用いたBtoBEケーブルおよびHKAケーブルの敷設工事
- 2021年 - TOPAZケーブルの敷設工事
- 2023年6月15日 - KDDIケーブルシップ株式会社へ社名変更[1]。
- 2024年1月1日 - 能登半島地震

## 事業
参照：
- 海底ケーブル、電気通信設備および電気設備ならびにこれらに附帯または関連する設備の建設、設置、運用および保守の請負
- 土木工事の設計、施工および請負
- 電気通信工事の設計、施工および請負
- 海洋地形、海洋構築物、水没物等に係る調査の請負
- 上記業務に関連する機器の賃貸、販売
- 上記業務に関するコンサルティング
- その他前各号に附帯または関連する一切の業務

## 保有船舶
- KDDIオーシャンリンク（KDDI OCEAN LINK）

1991年3月28日起工、1991年8月1日進水、1992年2月28日就航。9,510総トン。
全長133.16m、幅19.6m、出力8,800馬力、航海速力15ノット。三菱重工業下関造船所建造。
ケーブルタンク容量2,300立方メートル、定員83名。
2017年の改修により基地局としての運用が可能となった。

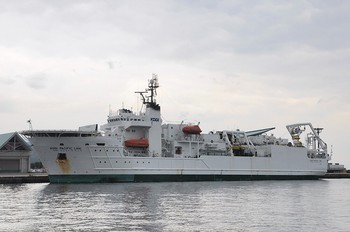
KDDIパシフィックリンク（2010年）

- KDDIケーブルインフィニティ（KDDI CABLE INFINITY）[5][6]

2017年9月起工、2018年9月3日進水、2019年9月就航。9,766総トン。
全長113.1m、幅21.5m、航海速力13ノット。コロンボドックヤード（スリランカ）建造。
ケーブルタンク容量 メインタンク：4,000立方メートル・スペアタンク：500立方メートル、定員80名。
過去の船舶
- KDD丸[10][9]

1967年6月29日竣工、1997年引退。4,257総トン。
全長113.84m、幅15.4m、出力4,400馬力、航海速力16ノット。三菱重工業下関造船所建造。
ケーブルタンク容量899立方メートル、定員76名。
- KDDIパシフィックリンク（KDDI PACIFIC LINK）

1993年建造、1997年9月8日ウエア造船所（イギリス）で改造竣工、1998年1月28日就航、2019年引退。7,960総トン。
全長109.0m、幅20.5m、出力4,000kW、航海速力10.5ノット。シングマリン造船所（シンガポール）建造。
ケーブルタンク容量 メインタンク：2,400立方メートル・スペアタンク：320立方メートル、定員58名。
元多目的船「WESTERN RENAISSANCE」。